# 惲子愉
惲子愉（1927年1月2日—2005年4月14日），中華民國中醫學家，中國醫藥學院（今中國醫藥大學）教授。民初上海名醫惲鐵樵之孫。曾擔任大學教授並附設醫院中醫內科部首任主任，行醫善治疑難雜病，聞名一時。學術特點在於以現代科學知識來詮釋中醫，承繼中西匯通學派，並以之重新註解了《內經》、《傷寒論》、《金匱要略》、《溫病條辨》等書。現今台灣中醫學術界領導人物均曾受業於他，故惲氏對於目前台灣中醫界著重科學實證與強調中醫現代化的發展方向，有着重大的影響。

## 著作
- 《中國醫學基本觀念導論》
- 《內經素問真相之探討》
- 《傷寒論之現代基礎理論及臨床應用》
- 《金匱要略新論》
- 《溫病涵義及其處方述要》
- 《臨證特殊案件之處方及治療》